# Лаборатория проб лунного грунта

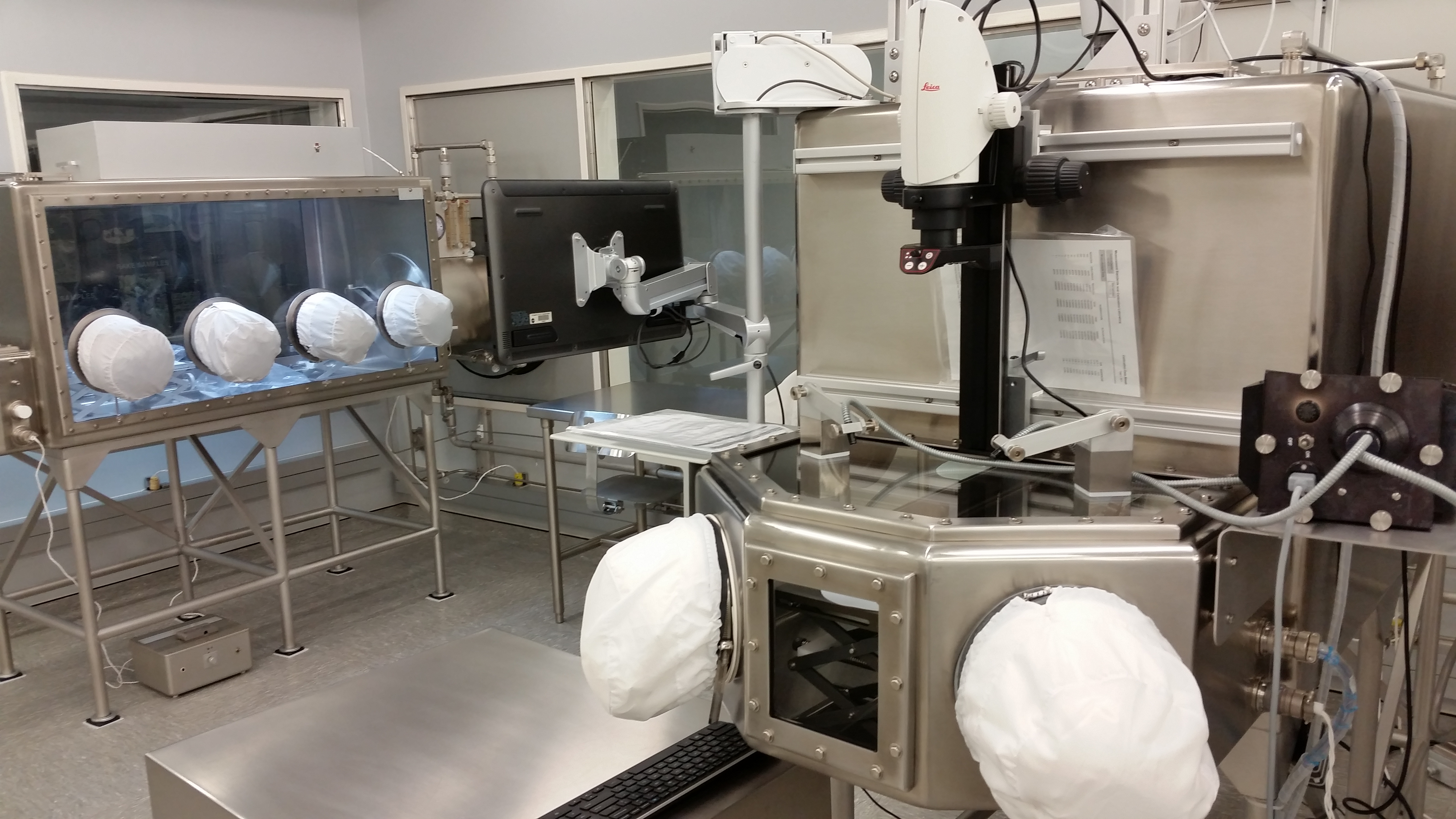

Лаборатория проб лунного грунта (англ. Lunar Sample Laboratory Facility) — лабораторный комплекс созданный НАСА для хранения, обработки и изучения образцов лунного грунта доставленных на Землю в ходе полетов по программе программе «Аполлон».
Лаборатория находится на территории Космического центра имени Линдона Джонсона, и хранит большую часть (около 75%) из 382 килограмм лунного грунта полученного в ходе экспедиций на Луну.
Любой исследователь может подать запрос на получение образцов грунта для изучения, все заявки рассматриваются специальной комиссией, ежегодно лаборатория рассылает около 400 проб. Образцы лунного грунта также предоставляются образовательным учреждениям.
Все сотрудники лаборатории перед работой в обязательном порядке снимают золотые и серебряные украшения. Дело в том, что, что золотые и серебряные сплавы содержат остаточные следы свинца. Изотопы свинца используются для анализа геологического возраста лунных образцов. С лунными образцами разрешается контакт только инструментами из нержавеющей стали, также используется тефлон, стекло и азот высокой чистоты в контейнерах для образцов.
В 2015 году лабораторию посетили космонавты России Сергей Кудь-Сверчков и Олег Скрипочка.